# Frans Slaats
Laurentius Johannes „Frans“ Slaats (* 11. Juni 1912 in Waalwijk; † 6. April 1993 ebenda) war ein niederländischer Bahnradsportler.
Auf Wunsch seiner Eltern machte Frans Slaats, drittes von zwölf Kindern, eine Lehre zum Metzger, obwohl er schon früh den Wunsch hatte, Radrennfahrer zu werden. Mit einem Fahrrad lieferte er Ware aus, sonntags fuhr er nach Tilburg auf die dortige Radrennbahn. Heimlich sparte er Geld, um sich ein Rennrad zu kaufen, wurde Mitglied des Radsportclubs Tilburgse wielerclub Vitesse und fuhr bald erfolgreich erste Rennen. 1932 startete er als Amateur bei den Straßen-Weltmeisterschaften in Rom, konnte sich aber wegen eines Reifenschadens nicht weiter vorne platzieren. 1933 wurde in seinem Heimatort Waalwijk eine Radrennbahn eröffnet, auf der Slaats der Lokalmatador war. Auch zwei seiner Brüder begannen mit dem Radsport.
Von 1934 bis 1947 war Frans Slaats Profi-Radrennfahrer. Er fuhr fast ausschließlich Rennen auf der Bahn, und zwar hauptsächlich Zweier-Mannschaftsfahren sowie insgesamt 27 Sechstagerennen, von denen er sieben gewann. Die meisten Sechstagerennen bestritt er mit Jan Pijnenburg, mit dem er sich aber 1937 zerstritt, und anschließend mit Kees Pellenaars.
Am 29. September 1937 stellte Frans Slaats in der Mailand auf der Vigorelli-Bahn mit 45,485 km einen neuen Stundenweltrekord auf und verbesserte damit den rund ein Jahr alten Rekord des Franzosen Maurice Richard um 160 Meter. Bis 2014 war er damit einer von zwei Niederländern, die diesen Rekord aufstellten, der zweite war Jan van Hout (1933). In seinem Heimatort wurde Slaats anschließend mit großer Zeremonie gefeiert, indem er unter anderem von acht Fackelträgern vom Elternhaus zum Rathaus durch ein Spalier begeisterter Menschen geleitet wurde.
Bei Ausbruch des Zweiten Weltkriegs befand sich Slaats aus Anlass des dortigen Sechstagerennens in Buenos Aires, wo er bis zum Ende des Krieges blieb, wie andere europäische Rennfahrer auch, darunter der Italiener Raffaele Di Paco, mit dem gemeinsam er 1944 das Sechstagerennen der argentinischen Hauptstadt gewann. Als er nach dem Krieg in die Niederlande zurückkehrte, erfuhr er, dass vier seiner Brüder während der deutschen Besatzung ums Leben gekommen waren: Nach einem Anschlag auf den NSB waren sie vom Sicherheitsdienst, obwohl vermeintlich unbeteiligt, festgenommen worden. Über das Durchgangslager Amersfoort wurden zwei Brüder in das KZ Neuengamme gebracht, wo sie zu Tode kamen, ein weiterer Bruder starb im Lager Meppen und der vierte im Februar 1945 im KZ Bergen-Belsen. Eine Schwester starb während der Kriegsjahre in einem Kloster.
Nach dem Ende seiner Radsportlaufbahn arbeitete Frans Slaats als Vertreter in der Fahrrad- und später in der Autobranche. Mehrere Jahre lang war er Mitglied des Sportausschusses im niederländischen Radsportverband Koninklijke Nederlandsche Wielren Unie (KNWU) sowie in dem Gremium, das den Radsportler des Jahres wählte. Bis ins hohe Alter hinein bestritt er selbst Radtourenfahrten.

## Palmarès
1936
- Sechstagerennen Amsterdam (mit Adolphe Charlier)
- Sechstagerennen Kopenhagen (mit Jan Pijnenburg)

1937
- Sechstagerennen von Antwerpen (mit Jan Pijnenburg)
- Sechstagerennen von Kopenhagen (mit Kees Pellenaars)

1938
- Sechstagerennen von Gent (mit Kees Pellenaars)
- Prix Houlier-Comès (mit Kees Pellenaars)

1939
- Sechstagerennen von Brüssel (mit Kees Pellenaars)

1944
- Sechstagerennen von Buenos Aires (mit Raffaele Di Paco)